# Richard Burgi

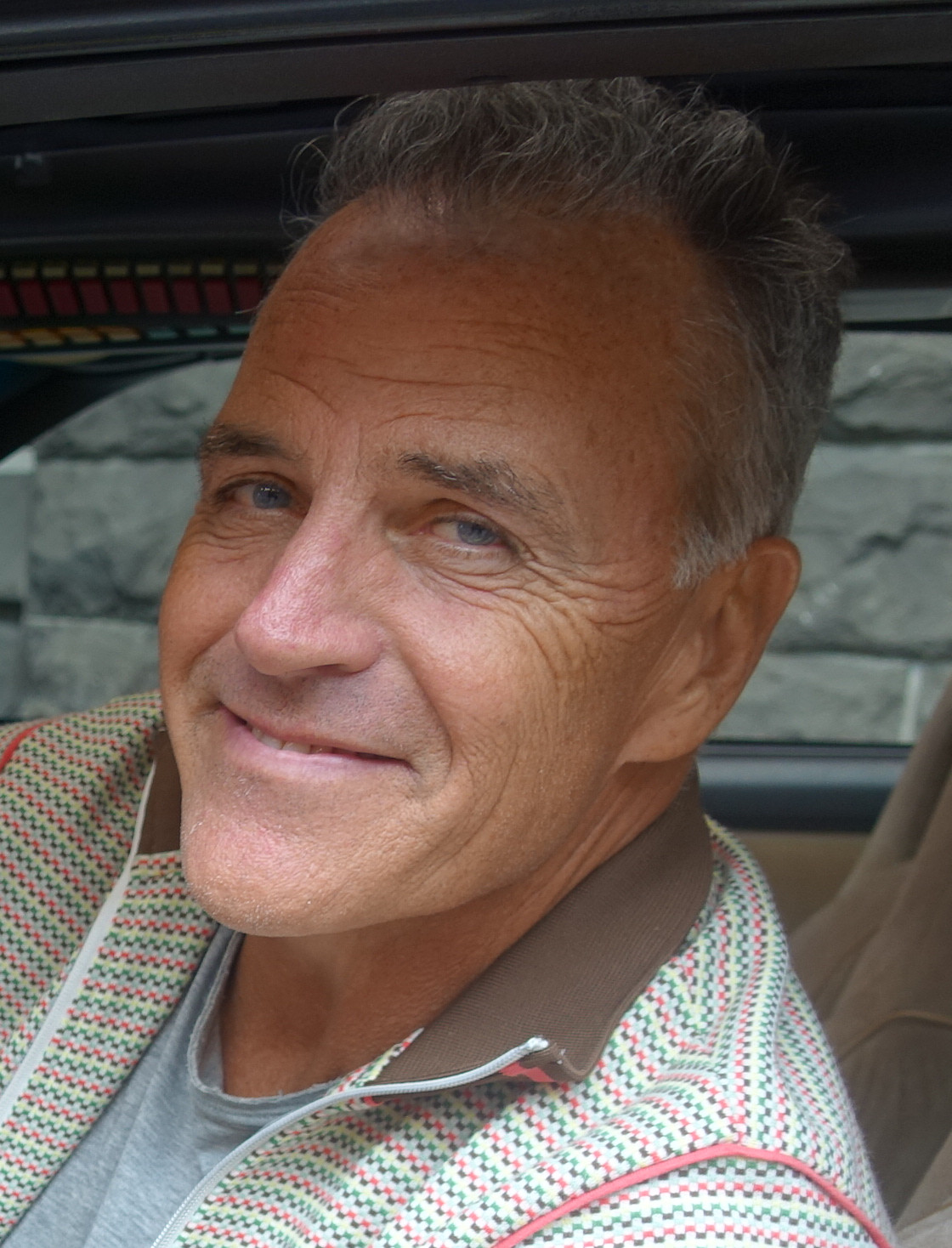
Richard Burgi bei der German Comic Con (2019)

Richard William Burgi (* 30. Juli 1958 in Montclair, New Jersey) ist ein US-amerikanischer Schauspieler.

## Leben und Karriere
Nachdem Burgi die High School beendet hatte, reiste er durch die Vereinigten Staaten und Europa.
Erst Mitte der 1980er Jahre, im Alter von 28, begann Burgi mit der Schauspielerei und konnte sich seitdem durch zahlreiche Gastauftritte und Nebenrollen in der Serienlandschaft des amerikanischen Fernsehens etablieren. Seine Filmografie umfasst Auftritte in verschiedensten Fernsehserien, darunter 24, The District, Für alle Fälle Amy sowie in Harper’s Island. Von 1996 bis 1999 war er in der Hauptrolle der Serie Der Sentinel – Im Auge des Jägers zu sehen. Seine deutsche Synchronstimme lieh ihm unter anderem Erich Räuker. Zwischen 2004 und 2012 war er in Desperate Housewives in der Rolle des Karl Mayer zu sehen, dem Ex-Mann von Susan, verkörpert von Teri Hatcher. Er spielte im Jahr 2012 in der letzten Staffel der Dramaserie One Tree Hill die Rolle des Ted Davis, dem Serienvater von Sophia Bush. Eine wiederkehrende Rolle spielte er 2013 in Body of Proof. Seit 2014 ist er in General Hospital zu sehen.
Er war von 1995 bis 2011 mit Lori Kahn verheiratet und hat zwei Söhne. Im Februar 2012 heiratete er Liliana Lopez.

## Filmografie (Auswahl)
- 1991: Matlock (Fernsehserie, Folge 6x06) 1 Folge
- 1992: Wer ist hier der Boss ( Fernsehserie, Folge 8x15 ) 1 Folge
- 1994: Viper ( Fernsehserie, 4 Folgen)
- 1994: Seinfeld ( Fernsehserie, Folge 5x21 )
- 1994–1996: One West Waikiki (Fernsehserie, 20 Folgen)
- 1996–1999: Der Sentinel – Im Auge des Jägers (The Sentinel, Fernsehserie, 62 Folgen)
- 2000: Just Shoot Me – Redaktion durchgeknipst (Just Shoot Me!, Fernsehserie, Folge 5x03)
- 2000: Providence (Fernsehserie, Folge 2x14)
- 2001–2002: 24 (Fernsehserie, 11 Folgen)
- 2002: CSI: Den Tätern auf der Spur (CSI: Crime Scene Investigation, Fernsehserie, Folge 3x10)
- 2003: Firefly – Der Aufbruch der Serenity (Firefly, Fernsehserie, Folge 1x12)
- 2003: Für alle Fälle Amy (Judging Amy, Fernsehserie, 6 Folgen)
- 2004: Starship Troopers 2: Held der Föderation (Starship Troopers 2: Hero of the Federation)
- 2004: Final Call – Wenn er auflegt, muss sie sterben (Cellular)
- 2004: Liliths Fluch
- 2004–2010, 2012: Desperate Housewives (Fernsehserie, 46 Folgen)
- 2005–2006: Point Pleasant (Fernsehserie, 13 Folgen)
- 2005: In den Schuhen meiner Schwester (In Her Shoes)
- 2005: Dick und Jane (Fun with Dick and Jane)
- 2006: Shanghai Red (上海红美丽)
- 2007: Hostel 2 (Hostel: Part II)
- 2007: Las Vegas (Fernsehserie, 4 Folgen)
- 2008: Reaper – Ein teuflischer Job (Reaper, Fernsehserie, Folge 1x17)
- 2009: Nip/Tuck – Schönheit hat ihren Preis (Nip/Tuck, Fernsehserie, Folge 5x21)
- 2009: Freitag der 13. (Friday the 13th)
- 2009: Harper’s Island (Fernsehserie, 5 Folgen)
- 2009: Knight Rider (Fernsehserie, Folge 1x12)
- 2010: Law & Order: Special Victims Unit (Fernsehserie, Folge 11x15)
- 2010: Navy CIS (NCIS, Fernsehserie, Folge 7x23)
- 2010: Lie to Me (Fernsehserie, Folge 2x17)
- 2011: Die Vulkan-Apokalypse (Super Eruption, Fernsehfilm)
- 2011: Castle (Fernsehserie, Folge 4x08)
- 2011: Hot in Cleveland (Fernsehserie, Folge 2x13)
- 2011: The Glades (Fernsehserie, Folge 2x07)
- 2011: Chuck (Fernsehserie, 4 Folgen)
- 2012: One Tree Hill (Fernsehserie, 6 Folgen)
- 2012: Burn Notice (Fernsehserie, Folge 6x07)
- 2012: CSI: Miami (Fernsehserie, Folge 10x18)
- 2012: Blue Bloods – Crime Scene New York (Blue Bloods, Fernsehserie, Folge 3x02)
- 2012: Christmas Twister (Fernsehfilm)
- 2013: Body of Proof (Fernsehserie, 6 Folgen)
- 2013: Devious Maids – Schmutzige Geheimnisse (Devious Maids, Fernsehserie, Folge 1x04)
- 2014: Fatal Instinct
- 2014: 13 Sins
- 2014: Hawaii Five-0 (Fernsehserie, Folge 4x22)
- seit 2014: General Hospital (Fernsehserie)
- 2020: The 2nd – Im Fadenkreuz der Söldner